# مگسک

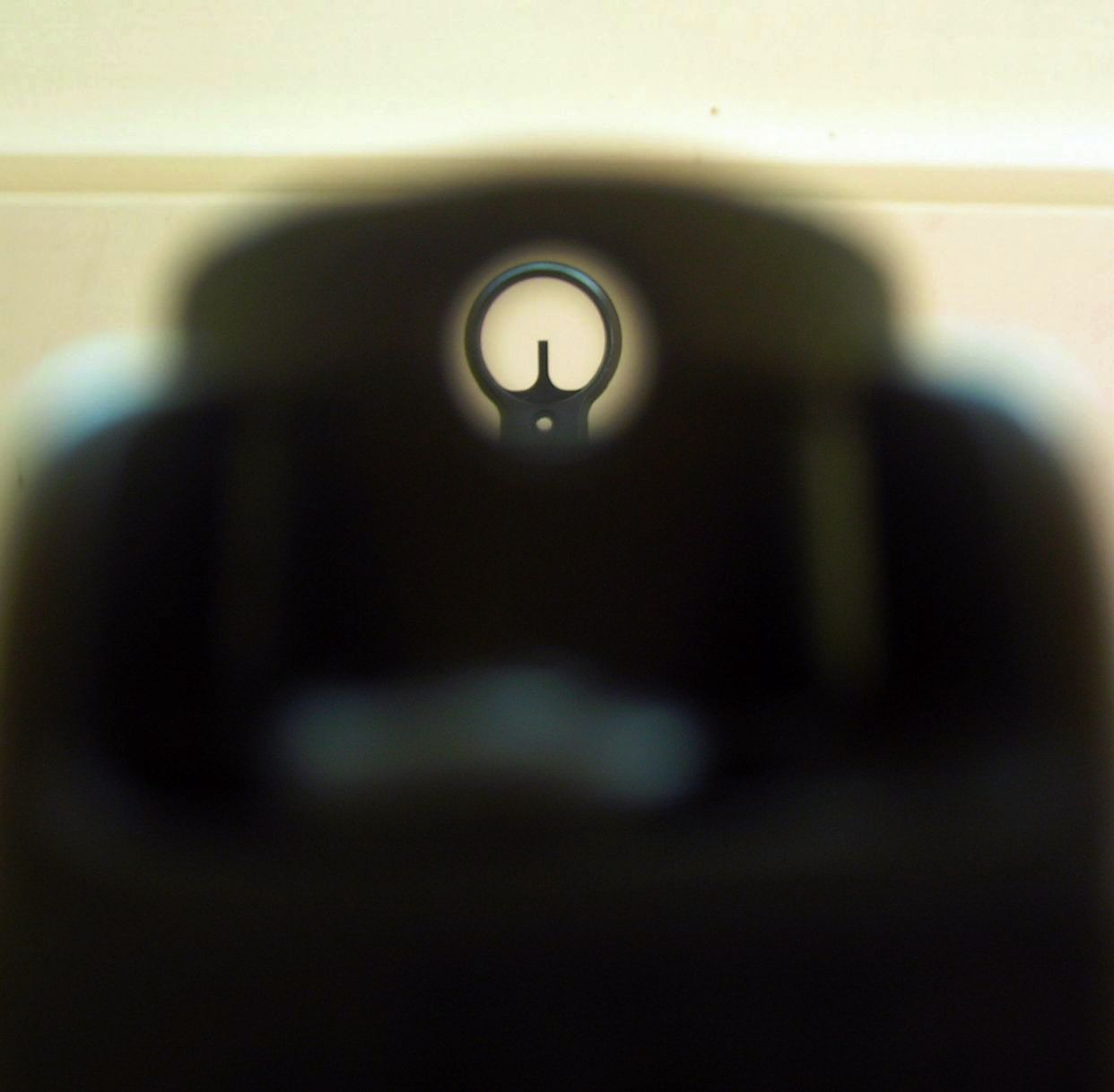
مگسک

مَگَسک برجستگی کوچکی است در سر لولهٔ سلاح‌های گرمِ سبک که برای دقت در نشانه‌گیری.
مگسک‌های امروزی قابل تنظیم‌اند. صفحه مدرج‌شده سوی راست مگسک برای تنظیم خطای چپ و راست است. با چرخاندن آن می‌توان خطای افقی را اصلاح کرد.
مگسک و نشانه جلو در حدود ۲٫۵ سانتیمتر بالاتر از لوله تفنگ قرار دارند. پیچ مدرج دیگری که در قسمت بالا و روی مگسک قرار گرفته برای تنظیم خطای عمودی است. با چرخاندن آن در خلاف جهت عقربه‌های ساعت محل اصابت ساچمه‌ها به سیبل به سوی بالا جابه‌جا می‌شود.
گلوله هیچ تفنگی، در هیچ فاصله‌ای صاف و مستقیم حرکت نمی‌کند. از آنجا که خط دید ما از مگسک کاملاً مستقیم است ولی خط سیر گلوله تقریباً سهموی است تطبیق کامل این دوخط ممکن نیست، ولی بهترین و معمول‌ترین تطبیق، با برخورد این دو خط در دو نقطه پدید می‌آید که به آنها اصطلاحاً صفر نزدیک (صفر اول) و صفر دور (صفر دوم) می‌گوییم و در نهایت به کل این فرایند صفر کردن سامانه نشانه‌روی گفته می‌شود.